# Campeonato Europeo de Baloncesto Masculino de 1965
La edición XIV del Campeonato Europeo de Baloncesto se celebró en la Unión Soviética del 30 de mayo al 10 de junio de 1965. El torneo contó con la participación de 16 selecciones nacionales.
La medalla de oro fue para la selección de la Unión Soviética, que se impuso en la final a Yugoslavia por 58 a 49. La medalla de bronce fue para la selección de Polonia.

## Grupos
Los 16 equipos participantes fueron divididos en dos grupos de la forma siguiente:
| Grupo 1              | Grupo 2          |
| -------------------- | ---------------- |
| Alemania Democrática | Bulgaria         |
| Finlandia            | Alemania Federal |
| Israel               | Francia          |
| Italia               | Grecia           |
| Rumania              | Yugoslavia       |
| Unión Soviética      | Polonia          |
| Checoslovaquia       | Suecia           |
| Hungría              | España           |

## Primera fase

### Grupo 1
| Equipo                        | J | G | P | T+  | T-  | DT   | PTS |
| ----------------------------- | - | - | - | --- | --- | ---- | --- |
| Unión Soviética               | 7 | 7 | 0 | 546 | 370 | +176 | 14  |
| Italia                        | 7 | 5 | 2 | 487 | 466 | +21  | 12  |
| Checoslovaquia                | 7 | 5 | 2 | 522 | 443 | +79  | 12  |
| Israel                        | 7 | 4 | 3 | 393 | 439 | -46  | 11  |
| Finlandia                     | 7 | 3 | 4 | 394 | 458 | -64  | 10  |
| República Democrática Alemana | 7 | 2 | 5 | 389 | 454 | -65  | 9   |
| Rumania                       | 7 | 2 | 5 | 477 | 464 | +13  | 9   |
| Hungría                       | 7 | 0 | 7 | 364 | 468 | -114 | 7   |

| Fecha    | Partido                       | Partido | Partido                       | Resultado |
| -------- | ----------------------------- | ------- | ----------------------------- | --------- |
| 30.05.65 | Hungría                       | -       | Israel                        | 49-60     |
| 30.05.65 | Finlandia                     | -       | Rumania                       | 61-85     |
| 30.05.65 | República Democrática Alemana | -       | Checoslovaquia                | 55-73     |
| 30.05.65 | Unión Soviética               | -       | Italia                        | 87-48     |
| 31.05.65 | República Democrática Alemana | -       | Finlandia                     | 59-63     |
| 31.05.65 | Hungría                       | -       | Rumania                       | 52-76     |
| 31.05.65 | Unión Soviética               | -       | Israel                        | 88-50     |
| 31.05.65 | Italia                        | -       | Checoslovaquia                | 78-69     |
| 01.06.65 | Israel                        | -       | Rumania                       | 59-57     |
| 01.06.65 | Italia                        | -       | Finlandia                     | 59-60     |
| 01.05.65 | Hungría                       | -       | República Democrática Alemana | 55-56     |
| 01.05.65 | Unión Soviética               | -       | Checoslovaquia                | 79-74     |
| 02.06.65 | Israel                        | -       | República Democrática Alemana | 56-55     |
| 02.06.65 | Checoslovaquia                | -       | Finlandia                     | 68-40     |
| 02.06.65 | Italia                        | -       | Hungría                       | 66-64     |
| 02.06.65 | Unión Soviética               | -       | Rumania                       | 62-60     |
| 04.06.65 | Checoslovaquia                | -       | Hungría                       | 77-53     |
| 04.06.65 | Israel                        | -       | Italia                        | 47-68     |
| 04.06.64 | Unión Soviética               | -       | Finlandia                     | 89-52     |
| 04.06.65 | Rumania                       | -       | República Democrática Alemana | 55-59     |
| 05.06.65 | Checoslovaquia                | -       | Israel                        | 71-69     |
| 05.06.65 | Rumania                       | -       | Italia                        | 75-81     |
| 05.06.65 | Unión Soviética               | -       | República Democrática Alemana | 65-41     |
| 05.06.65 | Finlandia                     | -       | Hungría                       | 67-46     |
| 06.06.65 | Finlandia                     | -       | Israel                        | 51-52     |
| 06.06.65 | Rumania                       | -       | Checoslovaquia                | 69-90     |
| 06.06.65 | República Democrática Alemana | -       | Italia                        | 64-87     |
| 06.06.65 | Unión Soviética               | -       | Hungría                       | 76-45     |

Todos los encuentros se disputaron en Moscú.

### Grupo 2
| Equipo              | J | G | P | T+  | T-  | DT   | PTS |
| ------------------- | - | - | - | --- | --- | ---- | --- |
| Yugoslavia          | 7 | 7 | 0 | 642 | 427 | +215 | 14  |
| Polonia             | 7 | 6 | 1 | 557 | 418 | +139 | 13  |
| Grecia              | 7 | 5 | 2 | 500 | 495 | +5   | 12  |
| Bulgaria            | 7 | 4 | 3 | 527 | 465 | +62  | 11  |
| España              | 7 | 3 | 4 | 514 | 572 | -58  | 10  |
| Francia             | 7 | 2 | 5 | 478 | 484 | -6   | 9   |
| Alemania Occidental | 7 | 1 | 6 | 426 | 571 | -145 | 8   |
| Suecia              | 7 | 0 | 7 | 396 | 608 | -212 | 7   |

| Fecha    | Partido             | Partido | Partido             | Resultado |
| -------- | ------------------- | ------- | ------------------- | --------- |
| 30.05.65 | Bulgaria            | -       | Alemania Occidental | 74-57     |
| 30.05.65 | Suecia              | -       | Grecia              | 69-71     |
| 30.05.65 | Yugoslavia          | -       | Francia             | 80-54     |
| 30.05.65 | Polonia             | -       | España              | 82-57     |
| 31.05.65 | España              | -       | Alemania Occidental | 86-58     |
| 31.05.65 | Bulgaria            | -       | Suecia              | 113-56    |
| 31.05.65 | Yugoslavia          | -       | Grecia              | 76-68     |
| 31.05.65 | Polonia             | -       | Francia             | 72-53     |
| 01.06.65 | Francia             | -       | Grecia              | 63-64     |
| 01.06.65 | Polonia             | -       | Alemania Occidental | 92-64     |
| 01.06.65 | España              | -       | Suecia              | 78-74     |
| 01.06.65 | Yugoslavia          | -       | Bulgaria            | 89-69     |
| 02.06.65 | Alemania Occidental | -       | Suecia              | 72-49     |
| 02.06.65 | Francia             | -       | Bulgaria            | 67-70     |
| 02.06.65 | Polonia             | -       | Grecia              | 74-62     |
| 02.06.65 | Yugoslavia          | -       | España              | 113-65    |
| 04.06.65 | Polonia             | -       | Suecia              | 93-41     |
| 04.06.65 | Alemania Occidental | -       | Yugoslavia          | 56-115    |
| 04.06.65 | Grecia              | -       | Bulgaria            | 65-59     |
| 04.06.65 | Francia             | -       | España              | 77-90     |
| 05.06.65 | Alemania Occidental | -       | Francia             | 47-74     |
| 05.06.65 | Suecia              | -       | Yugoslavia          | 46-91     |
| 05.06.65 | Grecia              | -       | España              | 89-82     |
| 05.06.65 | Polonia             | -       | Bulgaria            | 75-63     |
| 06.06.65 | Grecia              | -       | Alemania Occidental | 81-72     |
| 06.06.65 | Suecia              | -       | Francia             | 61-90     |
| 06.06.65 | Bulgaria            | -       | España              | 79-56     |
| 06.06.65 | Polonia             | -       | Yugoslavia          | 69-78     |

Todos los encuentros se disputaron en Tiblisi.

## Fase final

### Puestos del 1 al 4
|  | Puestos del 1 al 4 | Puestos del 1 al 4 |    |         | Final                  | Final |  |
|  |                    |                    |    |         |                        |       |  |
|  |                    |                    |    |         |                        |       |  |
|  |                    |                    |    |         |                        |       |  |
|  | Unión Soviética    | 75                 |    |         |                        |       |  |
|  | Polonia            | 61                 |    |         |                        |       |  |
|  |                    |                    |    |         |                        |       |  |
|  |                    |                    |    |         |                        |       |  |
|  |                    |                    |    |         | Unión Soviética        | 58    |  |
|  |                    | Yugoslavia         | 49 |         |                        |       |  |
|  |                    |                    |    |         |                        |       |  |
|  |                    |                    |    |         |                        |       |  |
|  |                    |                    |    |         | Tercer y cuarto puesto |       |  |
|  |                    |                    |    |         |                        |       |  |
|  | Yugoslavia         | 83                 |    | Polonia | 86                     |       |  |
|  | Italia             | 82                 |    |         | Italia                 | 70    |  |

### Puestos del 5 al 8
|  | Puestos del 5 al 8 | Puestos del 5 al 8 |    |                | Puesto 5 | Puesto 5 |  |
|  |                    |                    |    |                |          |          |  |
|  |                    |                    |    |                |          |          |  |
|  |                    |                    |    |                |          |          |  |
|  | Checoslovaquia     | 70                 |    |                |          |          |  |
|  | ' Bulgaria         | 77                 |    |                |          |          |  |
|  |                    |                    |    |                |          |          |  |
|  |                    |                    |    |                |          |          |  |
|  |                    |                    |    |                | Bulgaria | 63       |  |
|  |                    | Israel             | 51 |                |          |          |  |
|  |                    |                    |    |                |          |          |  |
|  |                    |                    |    |                |          |          |  |
|  |                    |                    |    |                | Puesto 7 |          |  |
|  |                    |                    |    |                |          |          |  |
|  | Grecia             | 67                 |    | Checoslovaquia | 116      |          |  |
|  | Israel             | 69                 |    |                | Grecia   | 71       |  |

### Puestos del 9 al 12
|  | Puestos del 9 al 12           | Puestos del 9 al 12           |    |           | Puesto 9  | Puesto 9 |  |
|  |                               |                               |    |           |           |          |  |
|  |                               |                               |    |           |           |          |  |
|  |                               |                               |    |           |           |          |  |
|  | Finlandia                     | 42                            |    |           |           |          |  |
|  | Francia                       | 55                            |    |           |           |          |  |
|  |                               |                               |    |           |           |          |  |
|  |                               |                               |    |           |           |          |  |
|  |                               |                               |    |           | Francia   | 66       |  |
|  |                               | República Democrática Alemana | 57 |           |           |          |  |
|  |                               |                               |    |           |           |          |  |
|  |                               |                               |    |           |           |          |  |
|  |                               |                               |    |           | Puesto 11 |          |  |
|  |                               |                               |    |           |           |          |  |
|  | España                        | 76                            |    | Finlandia | 58        |          |  |
|  | República Democrática Alemana | 78                            |    |           | España    | 65       |  |

### Puestos del 13 al 16
|  | Puestos del 13 al 16 | Puestos del 13 al 16 |    |        | Puesto 13 | Puesto 13 |  |
|  |                      |                      |    |        |           |           |  |
|  |                      |                      |    |        |           |           |  |
|  |                      |                      |    |        |           |           |  |
|  | Rumania              | 86                   |    |        |           |           |  |
|  | Suecia               | 60                   |    |        |           |           |  |
|  |                      |                      |    |        |           |           |  |
|  |                      |                      |    |        |           |           |  |
|  |                      |                      |    |        | Rumania   | 74        |  |
|  |                      | Alemania Occidental  | 63 |        |           |           |  |
|  |                      |                      |    |        |           |           |  |
|  |                      |                      |    |        |           |           |  |
|  |                      |                      |    |        | Puesto 15 |           |  |
|  |                      |                      |    |        |           |           |  |
|  | Alemania Occidental  | 53                   |    | Suecia | 66        |           |  |
|  | Hungría              | 52                   |    |        | Hungría   | 79        |  |

### Puestos del 13º al 16º
| Fecha    | Partido             | Partido | Partido | Resultado |
| -------- | ------------------- | ------- | ------- | --------- |
| 09.06.65 | Rumania             | -       | Suecia  | 86-60     |
| 09.06.65 | Alemania Occidental | -       | Hungría | 53-52     |

### Puestos del 9º al 12º
| Fecha    | Partido   | Partido | Partido                       | Resultado |
| -------- | --------- | ------- | ----------------------------- | --------- |
| 09.06.65 | Finlandia | -       | Francia                       | 42-55     |
| 09.06.65 | España    | -       | República Democrática Alemana | 76-78     |

### Puestos del 5º al 8º
| Fecha    | Partido        | Partido | Partido  | Resultado |
| -------- | -------------- | ------- | -------- | --------- |
| 09.06.65 | Checoslovaquia | -       | Bulgaria | 70-77     |
| 09.06.65 | Grecia         | -       | Israel   | 67-69     |

### Semifinales
| Fecha    | Partido         | Partido | Partido | Resultado |
| -------- | --------------- | ------- | ------- | --------- |
| 09.06.65 | Unión Soviética | -       | Polonia | 75-61     |
| 09.06.65 | Yugoslavia      | -       | Italia  | 83-82     |

### Decimoquinto puesto
| Fecha    | Partido | Partido | Partido | Resultado |
| -------- | ------- | ------- | ------- | --------- |
| 10.06.65 | Suecia  | -       | Hungría | 66-79     |

### Decimotercer puesto
| Fecha    | Partido | Partido | Partido             | Resultado |
| -------- | ------- | ------- | ------------------- | --------- |
| 10.06.65 | Rumania | -       | Alemania Occidental | 74-63     |

### Undécimo puesto
| Fecha    | Partido   | Partido | Partido | Resultado |
| -------- | --------- | ------- | ------- | --------- |
| 10.06.65 | Finlandia | -       | España  | 58-65     |

### Noveno puesto
| Fecha    | Partido | Partido | Partido                       | Resultado |
| -------- | ------- | ------- | ----------------------------- | --------- |
| 10.06.65 | Francia | -       | República Democrática Alemana | 66-57     |

### Séptimo puesto
| Fecha    | Partido        | Partido | Partido | Resultado |
| -------- | -------------- | ------- | ------- | --------- |
| 10.06.65 | Checoslovaquia | -       | Grecia  | 116-71    |

### Quinto puesto
| Fecha    | Partido  | Partido | Partido | Resultado |
| -------- | -------- | ------- | ------- | --------- |
| 10.06.65 | Bulgaria | -       | Israel  | 63-51     |

### Tercer puesto
| Fecha    | Partido | Partido | Partido | Resultado |
| -------- | ------- | ------- | ------- | --------- |
| 10.06.65 | Polonia | -       | Italia  | 86-70     |

### Final
| Fecha    | Partido         | Partido | Partido    | Resultado |
| -------- | --------------- | ------- | ---------- | --------- |
| 10.06.65 | Unión Soviética | -       | Yugoslavia | 58-49     |

## Medallero
|                 |            |         |
| Unión Soviética | Yugoslavia | Polonia |

## Clasificación final
| 1. - Unión Soviética       |
| 2. - Yugoslavia            |
| 3. - Polonia               |
| 4. - Italia                |
| 5. - Bulgaria              |
| 6. - Israel                |
| 7. - Checoslovaquia        |
| 8. - Grecia                |
| 9. - Francia               |
| 10. - Alemania Democrática |
| 11. - España               |
| 12. - Finlandia            |
| 13. - Rumania              |
| 14. - Alemania Federal     |
| 15. - Hungría              |
| 16. - Suecia               |

## Trofeos individuales

### Mejor jugadorMVP
- Modestas Paulauskas

## Plantilla de los 4 primeros clasificados
1. 1.Unión Soviética: Gennadi Volnov, Modestas Paulauskas, Jaak Lipso, Armenak Alachachian, Aleksandr Travin, Aleksandr Petrov, Zurab Sakandelidze, Viacheslav Khrinin, Visvaldis Eglitis, Nikolaj Baglej, Nikolai Sushak, Amiran Skhiereli (Entrenador: Alexander Gomelsky)

1. 2.Yugoslavia: Radivoj Korać, Ivo Daneu, Petar Skansi, Slobodan Gordić, Trajko Rajković, Josip Đerđa, Nemanja Đurić, Vital Eiselt, Miloš Bojović, Dragan Kovačić, Zvonko Petričević, Dragoslav Ražnatović (Entrenador: Aleksandar Nikolić)

1. 3.Polonia: Mieczyslaw Lopatka, Bohdan Likszo, Andrzej Pstrokonski, Janusz Wichowski, Zbigniew Dregier, Kazimierz Frelkiewicz, Edward Grzywna, Wieslaw Langiewicz, Czesław Malec, Stanislaw Olejniczak, Andrzej Perka, Jerzy Piskun (Entrenador: Witold Zagorski)

1. 4.Italia: Massimo Masini, Giambattista Cescutti, Ottorino Flaborea, Gabriele Vianello, Sauro Bufalini, Gianfranco Lombardi, Giusto Pellanera, Massimo Cosmelli, Franco Bertini, Guido Carlo Gatti, Sandro Spinetti (Entrenador: Carmine “Nello” Paratore)